# 曹权文
曹权文，中华人民共和国政治人物、全国脱贫攻坚先进个人。

## 生平
曹权文任邵阳市发展和改革委员会社会发展科副科长。因在脱贫攻坚战中作出突出贡献，2021年2月25日全国脱贫攻坚总结表彰大会上，曹权文被授予“全国脱贫攻坚先进个人”。